# SMS S 15
SMS S 15 – niemiecki niszczyciel z okresu I wojny światowej, trzecia jednostka typu S 13. Okręt został zniszczony eksplozją miny u wybrzeży Flandrii 21 sierpnia 1917 roku, po czym złomowany .